# خوان دیکسون
خوان دیکسون (زاده ۹ اکتبر ۱۹۷۸) بازیکن بسکتبال حرفه‌ای سابق آمریکایی و سرمربی قبلی دانشگاه ایالتی کوپین در بالتیمور است. دیکسون در سال ۲۰۰۲ با دانشگاه مریلند تراپینز به اولین قهرمانی اتحادیه ملی ورزش دانشگاهی رسید.
دیکسون در بالتیمور، مریلند به دنیا آمد و در دبیرستان لیک کلیفتون به عنوان دانشجوی سال اول تحصیل کرد. او سپس در کالورت هال، دبیرستانی در تاوسون، مریلند، حضور یافت و بسکتبال بازی کرد. زمانی که در کالورت هال بود، ۱۵۹۰ امتیاز حرفه ای را زیر نظر سرمربی مارک آماتوچی به دست آورد.
دیکسون از سال ۱۹۹۶ با معشوقه دبیرستانی خود، رابین براگ در رابطه بود و در ژوئیه ۲۰۰۵ ازدواج کرد او در زمینه روابط عمومی کار می‌کند و یکی از بازیگران نمایش تلویزیونی واقعیت براوو زنان خانه‌دار واقعی پوتوماک است. آنها دو پسر به نام‌های کوری (متولد ۲۰۰۸) و کارتر (متولد ۲۰۱۰) دارند. این دو در مارس ۲۰۱۲ طلاق گرفتند اما پس از طلاق همچنان در مریلند با هم زندگی می‌کردند. در آگوست ۲۰۲۲، این زوج دوباره ازدواج کردند.